# Jurij Koh
Jurij Koh je lužičkosrpski pisac i novinar. Pisao je na nemačkom i lužičkosrpskim jezicima.

## Život i rad
Rođen je 15. septembra 1936 u selu Horka. Otac mu je radio u obližnjem rudniku a majka na farmama. Školovao se po Krostvicu , Čehoslovačkoj, Budišinu, Kotbusu. Nakon završetka srednje škole 1956. studirao je u Lajpcigu Novinarstvo do 1960. Od 1961. do 1966 studirao je teatrologiju. Nakon studiranja zaposlio se na radio stanici gdje je bio urednik i novinar. Godine 1976. započinje svoj književni rad i postaje član PEN-centra Njemačke. Koch danas živi u selu Sielow, blizu Kotbusa.

## Djela
- „Nadrožny koncert” , 1965
- „Židowka Hana”, 1963
- „Žydowka Ana”, 1966
- „Mjez sydom mostami”, 1968
- „Pućowanje k ranju”, 1969
- „Lěto pjećaštyrceći”, 1970
- „Poslednje pruwowanje”, 1972
- „Die letzte Prüfung”, 1972
- „Poslední zkouška”, 1974
- „Róžamarja, abo Rozžohnowanje we nas”, roman, 1975
- „Rosamarja”, 1975
- „Rozamarja abo Rozžognowanje we nas”, 1976
- „Wotydźenja doma”, 1976
- „Wosamoćeny Nepomuk”, 1976
- „Der einsame Nepomuk”, 1980
- „Wšedny źeń na jsy”, 1980
- „Landung der Träume”, 1982
- „Nawrót sonow”, 1983
- „Pintlašk a złote jehnjo”, 1983
- „Pintlaschk und das goldene Schaf”, 1983
- „Rědne źowćo”, 1984
- „Wišnina”, 1984
- „Wjesołe zwěrjatka”, 1984
- „Rjana holčka”, 1984
- „Piękna dziewczyna: bajka serbołużycka”, 1984
- „Bagola: powědančko wo dźiwim hońtwjerju”, 1985
- „Jagaŕ Bagola”, 1985
- „Doma swět: antologija młodeje prozy”, 1985
- „Jan und die größte Ohrfeige der Welt”, 1986
- „Dwanasćo bratšow: serbska bajka”, 1986
- „Dwanaće bratrow”, 1986
- „Die zwölf Brüder”, 1986
- „Gaž wišnje kwitu”, 1987
- „Der Kirschbaum”, 1987
- „Měrćinowy miksmaks z myšacym motorom”, 1988
- „Augenoperationen”, 1988 (1993 pod titulom „Schattenrisse”)
- „Das schöne Mädchen”, 1988
- „Rosinen im Kopf”, 1988
- „Pasitas de uva en la cabeza: una historia increíble pero cierta”, 1988
- „Dwunastu braci: bajka serbołużycka”, 1988
- „Bagola: die Geschichte eines Wilddiebs”, 1988
- „Návrat snov”, 1988
- „Sestup z hor snů”, 1988
- „Wšitko, štož ja widźu”, 1989
- „Die rasende Luftratte oder wie der Mäusemotor erfunden wurde”, 1989
- „Golo a Logo abo Mazuch w Podgoli”, 1990
- „W pěsku steji nowa wjeska”, 1991
- „Das Sanddorf”, 1991
- „Ha lećała je módra wróna”, 1991
- „Wšitko, štož ja widźu”, 1992
- „Jubel und Schmerz der Mandelkrähe”, 1992
- „Kokot Jurko z čerwjenym pjerom”, 1993
- „Daj mě, Jurko, jadnu štucku”, 1994
- „Štó da kradnje złote zuby?”, 1996
- „Golo und Logo”, 1998
- „Koče slěbro”, 2000
- „Jakub und das Katzensilber”, 2001
- „Złoty palc”, 2006

## Filmovi
- „Wie wär's mit uns beiden?” (1980)
- „Rublak - Die Legende vom vermessenen Land” (1980)
- „Sehnsucht” (1990)
- „Tanz auf der Kippe” (1991)
- „Die Enkel der Lausitzer”